# Alfonso III de Aragón
Alfonso III de Aragón, apodado el Liberal o el Franco (Valencia, 1265-Barcelona, 18 de junio de 1291), fue rey de Aragón, y de Valencia, y conde de Barcelona (como Alfonso II), entre 1285 y 1291, y rey de Mallorca entre 1286 y 1291. Su conquista de Menorca, la firma del Tratado de Tarascón por los conflictos derivados por la posesión de Sicilia y los conflictos con la nobleza aragonesa fueron los aspectos más significativos de su reinado.

## Antecedentes familiares
Nacido en Valencia en 1265. Hijo mayor de Pedro III de Aragón y de su mujer Constanza de Sicilia, hija de Manfredo I de Sicilia.
A la muerte de su padre, él heredó los territorios de la Corona de Aragón, mientras que su hermano Jaime II de Aragón heredó el Reino de Sicilia. 
En 1282, gobernó los reinos de su padre cuando este marchó a la conquista de Sicilia, para posteriormente hacerse cargo del gobierno del reino insular. En 1285 participó en la defensa de los condados catalanes frente al ataque de Felipe III de Francia.

## Conquista de Mallorca e Ibiza
Entre 1285 y 1286, conquistó por encargo de su padre las islas de Ibiza y de Mallorca a su tío Jaime II de Mallorca, quedando el reino de Mallorca como tributario del de Aragón. De hecho cuando Pedro III falleció en Villafranca del Panadés, su hijo Alfonso se encontraba en Mallorca al mando de una expedición para castigar a su tío Jaime II de Mallorca por la ayuda que había prestado al monarca francés Felipe III en su intento de invadir Cataluña en junio-octubre de 1285. Acabada la expedición, Alfonso III regresó a Alicante.

## Coronación
Tras la llegada a Alicante después de la conquista del Reino de Mallorca, se puso rumbo a la ciudad de Valencia, donde fue jurado rey el 2 de febrero de 1286. Posteriormente fue coronado rey de Aragón en la Seo de Zaragoza el 9 de abril de 1286 por el obispo de Huesca, ante la ausencia del arzobispo de Tarragona, que es quien debía coronar a los reyes de Aragón desde tiempos de Pedro II, aunque de hecho ningún rey de Aragón fue coronado por este cargo eclesiástico.

## Conquista de Menorca
Así pues, ya como rey de Aragón, preparó la expedición para tomar la isla de Menorca al almojarife (reyezuelo) Abû’Umar. Así, en las Cortes celebradas en Huesca el 18 de octubre de 1286 convocó a sus súbditos en Salou para desde allí partir a la conquista de la isla. Menorca había sido tradicionalmente vasallo de Aragón desde los tiempos en que Jaime I conquistó Mallorca (1231), pero el rey de la isla fue acusado de aliarse con Túnez e indirectamente con Francia y de dar apoyo a diversas plazas norteafricanas, además de haberse convertido en un refugio de piratas que entorpecían el comercio. 

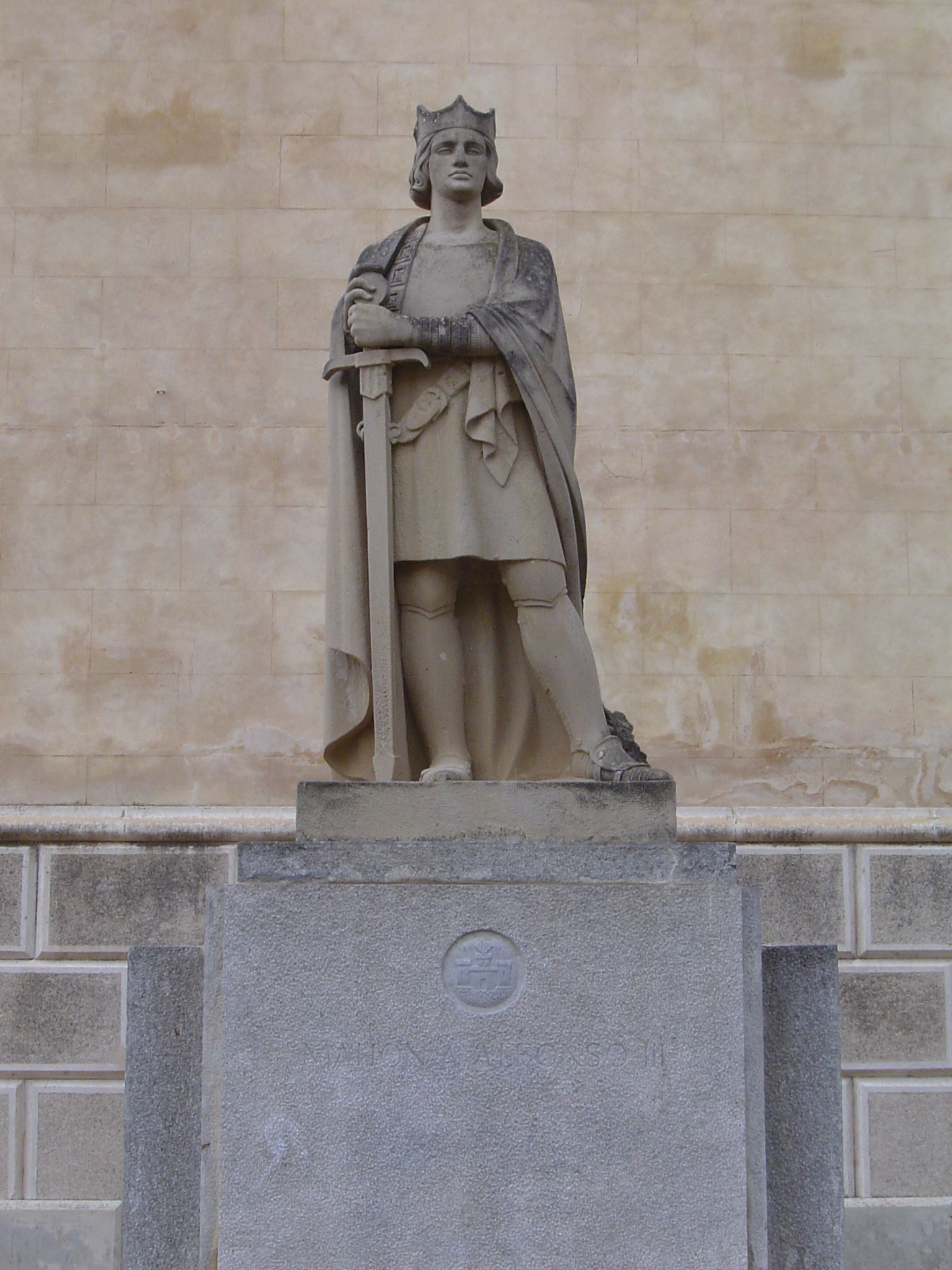
Estatua del rey Alfonso III el Liberal en la ciudad menorquina de Mahón.

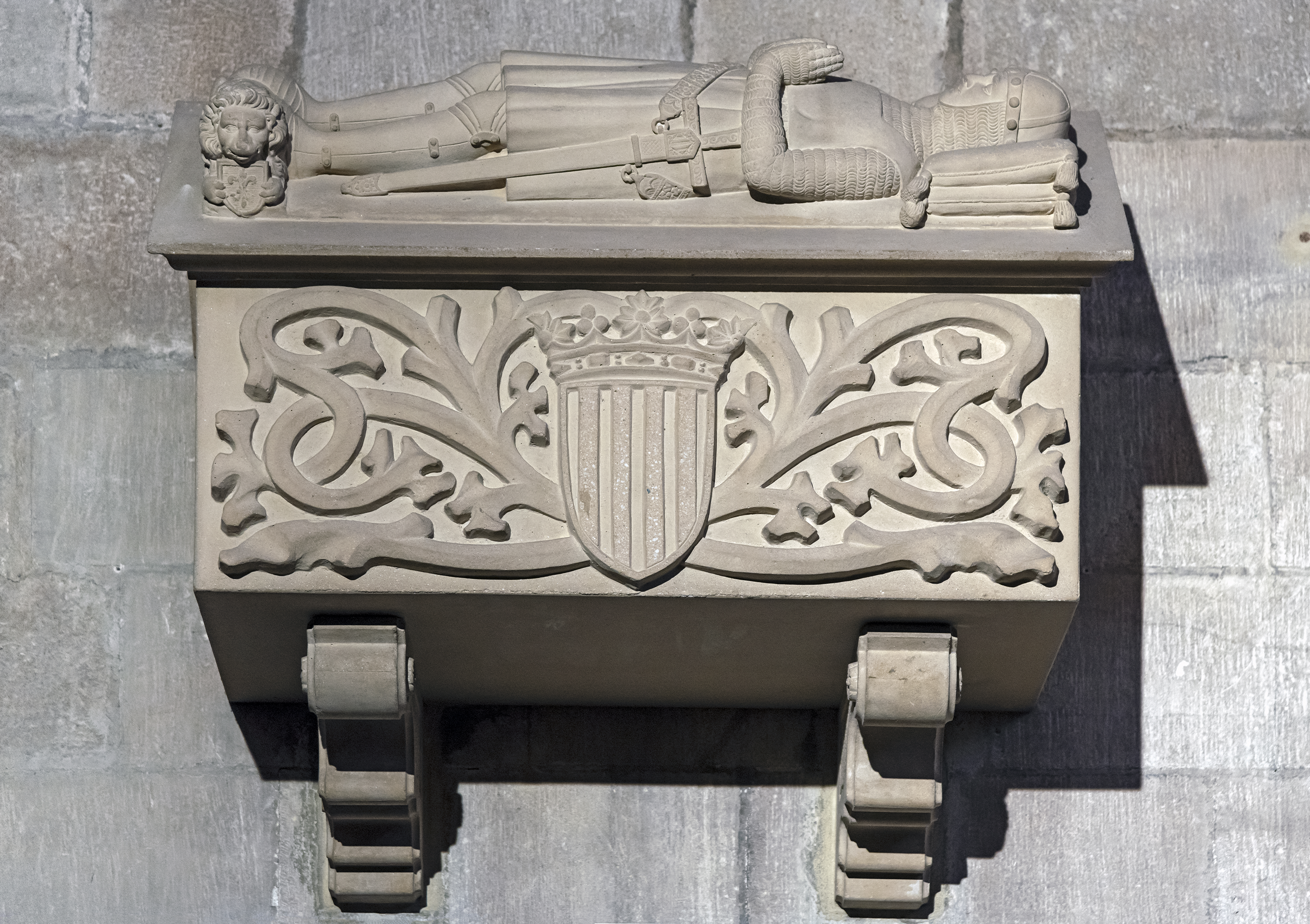
Su tumba

El 21 de noviembre, salieron las naves que hicieron escala en Mallorca, donde estuvieron hasta después de Navidad. Las fuerzas —que se calcula, que tomaron parte en la expedición— contaban con unos 20 000 hombres y más de 100 naves catalanas, aragonesas y sicilianas. Arribaron al puerto de Mahón el 5 de enero de 1287, pero las tropas cristianas no desembarcaron hasta el 17 del mismo mes, día en que actualmente se celebra el día de Menorca. Aunque las tropas musulmanas opusieron resistencia, se vieron forzadas a replegarse al castillo de Sent Agáyz (Santa Águeda) y a pedir la rendición. 
El 20 de enero, se firmaron los Pactos de Sent Agáyz, por los que los habitantes de la isla pasaban a ser siervos del rey de Aragón y todos sus bienes, excepto las ropas, incautados a menos que pagaran siete doblas y media de oro en el plazo de seis meses. Los que no pudieron pagar fueron vendidos como esclavos en mercados del norte de África, como Bugía o Trípoli. Al rey Abû’Umar se le permitió abandonar la isla hacia Berbería con 200 familiares o allegados, además de su biblioteca, los restos mortales de su padre Said Ibn Hakam, cincuenta espadas y ajuar para el viaje. La isla quedó despoblada, sus tierras fueron repartidas entre la nobleza y la repoblación corrió a cargo de  catalanes en su mayor parte, valencianos y aragoneses. Permaneció en Ciudadela durante 45 días, donde dictó las directrices para el gobierno de la isla y mandó construir la Iglesia Catedral sobre la antigua mezquita, aunque su construcción empezó alrededor de 1300, cuando Alfonso III ya había fallecido.

## Política interna
La ambición mediterránea del monarca provocó un desánimo en la nobleza aragonesa que se sintió desplazada, por ejemplo, por ser proclamado rey antes de la jura de los Fueros y que vio cuestionados sus privilegios ante el triunfo de la monarquía. Así, las Cortes celebradas en junio de 1286 en Zaragoza y las de octubre del mismo año en Huesca, acabaron con represalias y acciones militares entre la monarquía y los nobles, que amenazaron con dar el trono a Carlos de Valois, al que el papa había nombrado soberano de los reinos de Pedro III. 
Para mejorar sus relaciones con la nobleza, en 1287 concedió el Privilegio General de la Unión, por el cual prometía convocar anualmente, en Zaragoza, Cortes que serían las que designarían el Consejo del rey, y no proceder contra la Unión sin previa sentencia del Justicia del reino y del permiso de las Cortes. Si el rey obraba en contra de lo estipulado en este documento, los nobles podían «desnaturarse» (negar la obediencia y elegir otro soberano sin incurrir en nota de infidelidad). Esta condición dio motivo a Alfonso III a decir: «Que había en Aragón tantos reyes como ricoshombres».
En las cortes realizadas en Monzón en 1289 y gracias al apoyo de los estamentos valencianos y catalanes, logró reforzar el poder de la monarquía en contra del poder de los nobles.

## Política exterior

### Política castellana
Llevó a cabo una política anticastellana siguiendo la política de su padre Pedro III debido a la pasividad que mantuvo Sancho IV de Castilla frente al ataque francés de 1285, ya que el rey castellano no prestó la ayuda prometida. Favoreció a Alfonso y Juan, infantes de la Cerda, en sus pretensiones al trono castellano acogiéndolos en sus dominios, y llegando a coronar al mayor de éstos, Alfonso, como rey de Castilla y de León en Jaca en septiembre de 1288 y saliendo fiador de este en sus tratos con el rey de Granada. Este apoyo a los infantes de la Cerda desembocó en varias luchas fronterizas en abril-junio de 1289, septiembre de 1290 y febrero de 1291, tras haber pactado un tratado de amistad con los benimerines. En compensación Alfonso de la Cerda se comprometía a ceder el reino de Murcia a Alfonso III, pero tal cesión nunca fue efectiva. Dichos infantes basaban sus pretensiones en la ilegalidad del matrimonio de Sancho IV de Castilla con María de Molina.

### Cuestión siciliana y conflicto con Francia y el papado
Ordenó las expediciones navales de Roger de Lauria, Bernat de Sarriá y Berenguer de Vilaragut.
Sus mayores problemas en el escenario internacional fueron su conflicto frente a Francia, los Valois y el papado por los derechos de su hermano Jaime sobre Sicilia, al que en primera instancia apoyó pese a las presiones extranjeras. El papado, que había excomulgado con anterioridad a los reyes de Aragón hasta que el reino de Sicilia pasara a manos de quien él consideraba como justo, donó el reino de Aragón a Carlos de Valois e impuso censuras eclesiásticas.
Se enfrentó a la invasión francesa de sus territorios por parte de Felipe III de Francia, al que venció en la batalla del Collado de las Panizas (1285).
Recibió a los embajadores del papa y de los reyes de Francia e Inglaterra que pedían la liberación del príncipe de Salerno, futuro Carlos II de Anjou, llamado «el cojo», al que su padre había hecho prisionero. Alfonso dejó en libertad a Carlos el 29 de octubre de 1288 tras la Paz de Canfranc haciendo que renunciara al reino de Sicilia en favor de su hermano Jaime y dejando de rehenes en Barcelona a sus dos hijos, Luis y Roberto.
Finalmente, y tras la imposibilidad para Carlos II de Anjou de tomar Sicilia, se llegó a la firma del Tratado de Tarascón en 1291, en el que las condiciones impuestas por el papado eran revocadas. Con este tratado, se levantaba la excomunión al rey de Aragón y reconocía los derechos de Aragón sobre Mallorca, mientras que Alfonso renunciaba al trono siciliano, se comprometía a actuar para que Jaime renunciara al reino de Sicilia en favor de Carlos II de Anjou e incluso a hacerle la guerra en caso de que se negase a ceder su trono, pese a la postura contraria de los sicilianos, y a pagar nuevamente el tributo a la Iglesia y a satisfacer los atrasos. Puesto que Jaime no renunció al trono de Sicilia, se avecinaba un nuevo conflicto, que no se produjo por la repentina muerte de Alfonso.

### África y Oriente
Continuó la política de su padre en estos campos intentando establecer puntos de enlace entre la península y puertos comerciales de la costa norteafricana y de oriente. En 1286 sometió a vasallaje al sultán de Tremecén e intentó lo mismo con el de Túnez, pero sin éxito. Para ello, amenazó a estos territorios con una alianza con el sultán de Marruecos que también ambicionaba estos territorios.
En 1290 firmó un tratado comercial con el emperador bizantino Andrónico II que autorizaba a todos los mercaderes de los territorios dominados por Alfonso III a comerciar con el imperio pagando a la entrada y salida de los productos una tasa del tres por ciento.

## Enlace matrimonial y muerte
Contrajo matrimonio por poderes con la infanta Leonor, hija de Eduardo I de Inglaterra y Leonor de Castilla con la que se había prometido en 1282. Sin embargo, al producirse la excomunión de Pedro III por la cuestión de Sicilia, los padres de la infanta dilataron su traslado a Aragón. Finalmente el matrimonio se celebró por poderes el 15 de agosto de 1290 en la abadía de Westminster pero no llegó a consumarse, ya que cuando se estaban preparando en Barcelona los festejos para recibir a la infanta y antes de que esta hubiese salido de Inglaterra, Alfonso sufrió un infarto glandular que le trajo la muerte en tan sólo tres días. Falleció el 18 de junio de 1291 a los 27 años de edad en la ciudad de Barcelona sin dejar descendencia. Legó los reinos de Aragón, Valencia y Mallorca y los condados catalanes a su hermano Jaime, rey de Sicilia, bajo la condición de que este renunciara a este reino y lo cediera a su otro hermano Federico. 
En la Divina Comedia, Dante cuenta que vio el espíritu de Alfonso III sentado fuera de las puertas del purgatorio con los otros monarcas a los que culpaba del caótico estado de la Europa del siglo XIII.
Se sabe que tuvo una amante, una tal Dulce, hija de Bernat de Caldes, ciudadano de Barcelona, ya difunto en 1291. En un codicilo de testamentario del 13 de junio de este año, el rey Alfonso pide a su sucesor que el hijo que esta espera de él reciba cuidados y beneficios, aunque debe de ser que el parto no fue bien o que el niño murió joven ya que no hay más noticias de él.

## Sepultura

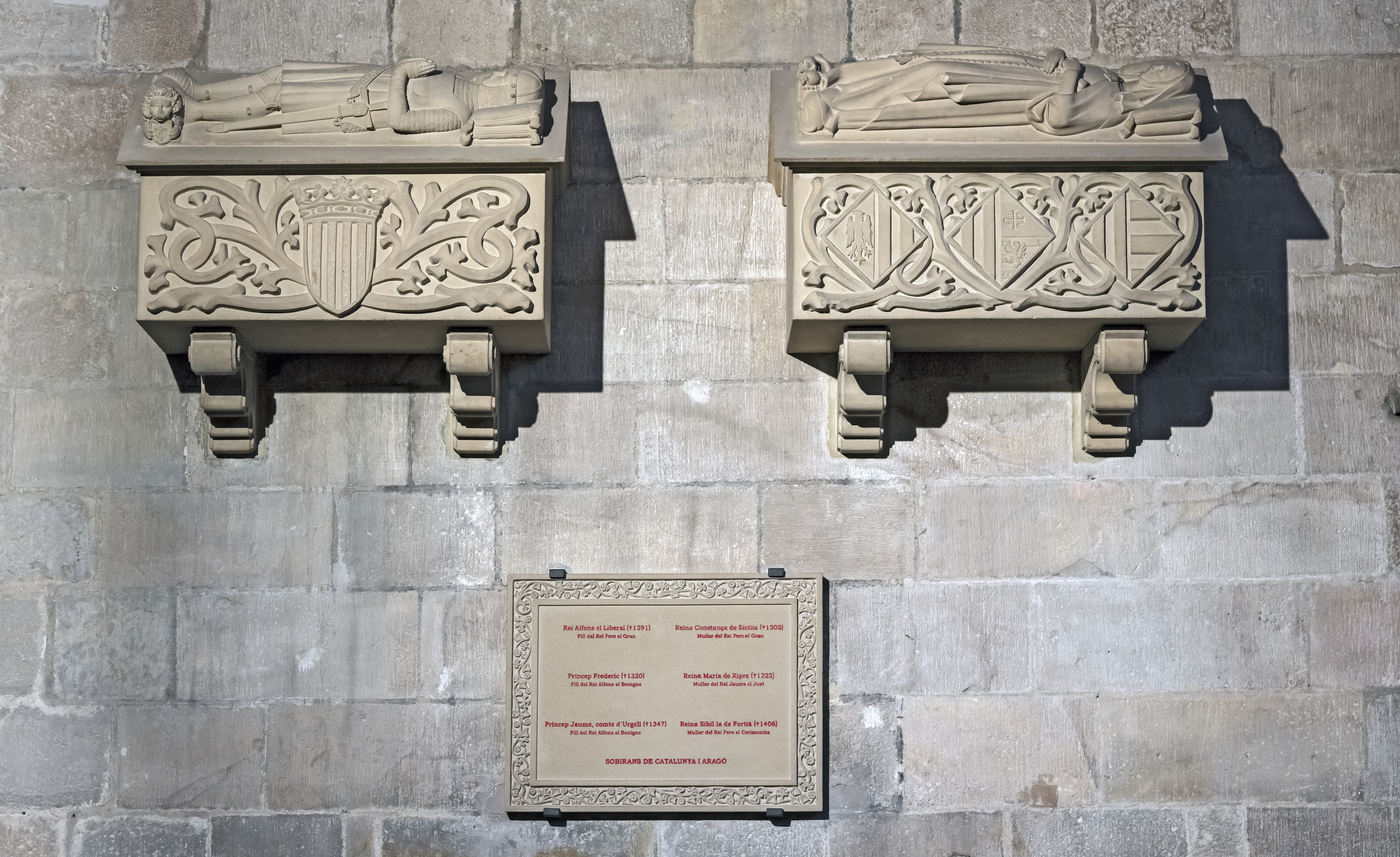
Sepulcro de Alfonso III el Liberal en la Catedral de Barcelona (es el sepulcro de la izquierda).

Alfonso III fue sepultado en el desaparecido Convento de San Francisco de Barcelona, lugar de sepultura de otros miembros de la familia real aragonesa. En 1835 el Convento de San Francisco fue demolido y los restos del monarca, junto con los de la mayoría de las reinas e infantes allí sepultados, fueron trasladados a la Catedral de Barcelona, incluyendo los restos de la madre de Alfonso III, Constanza de Sicilia, donde hoy en día se encuentran colocados en dos sepulcros, ejecutados por el artista catalán Frederic Marès.
En el sepulcro donde reposan los restos de Alfonso III, se encuentran también los despojos de Jaime I de Urgel, conde de Urgel e hijo de Alfonso IV de Aragón, y los restos del infante Fadrique, muerto en la niñez e hijo de Alfonso IV el Benigno.
| Predecesor: Pedro III | Rey de Aragón y Valencia Conde de Barcelona 1285-1291 | Sucesor: Jaime II |